# Магазинчик ужасов (манга)
Магазинчик ужасов (яп. ペットショップ オブ ホラーズ Пэттосёппу обу Хора:дзу, англ. Pet Shop of Horrors) — манга от Акино Мацури и одноимённый, четырёхсерийный аниме-сериал, выпущенный студией Madhouse в формате OVA.

## Сюжет
Сюжет произведения рассказывает о таинственном графе Ди, владельце необычного зоомагазина, где любой желающий может купить не столько симпатичных зверушек, сколько воплощённые в них надежды и любовь. Для этого они подписывают с графом Ди контракт, при несоблюдении которого магазинчик снимает с себя ответственность за приобретённых животных.

## Манга
Манга выходила в Японии с 1995 по 1998 год в журнале Missy Comics DX издательства Ohzora Publishing и насчитывает 10 томов. Каждый том состоит из минимум четырёх глав и окончания под названием «Каталог животных». Исключением является только четвёртый том, который состоит из пяти глав и «Каталога животных». Буква «D» — четвёртая буква в английском алфавите. Это может быть символично в свете того, что число 4 в японской, китайской и корейской культурах считается числом связанным со смертью. Название каждой главы начинается с буквы «D» и рассказ идёт о разных животных и людях или семьях, которые их покупают. Чаще всего в результате наступает чья-то смерть, что только убеждает в символичности числа 4.

### Тома манги
1. Dream (Мечта) / Despair (Отчаяние) / Daughter (Дочь) / Dreizehn (13) 

2. Dragon (Дракон) / Dice (Игральные кости) / Delicious (Деликатес) / Destruction (Разрушение) 

3. Diamonde (Алмаз) / Desire (Желание) / Dessert (Десерт) / Devil (Дьявол) 

4. Digital (Программист) / Flowers and the Detective Part 1 (Цветы и Детектив. Часть 1) / Dark Horse (Тёмная Лошадка) / Flowers and the Detective Part 2 (Цветы и Детектив. Часть 2) / Dracula (Дракула)

5. Dual (Двойственный) / Day Nursery (Детский сад) / Darling (Дорогая) / Dance (Танец)

6. Discovery (Открытие) / December (Декабрь) / Distance (Дистанция) / Flowers and the Detective part 3 (Цветы и Детектив. Часть 3)

7. Doom (Рок) / Donor (Донор) / Duty (Долг) / Diet (Диета)

8. Deep (Глубина) / Dummy (Глупышка) / Déjà Vu (Дежавю) / Flowers, the Detective and the Detective’s Little Brother (Цветы и детектив. Часть 4)

9. Duel (Поединок) / Durableness (Долговечность) / Desperation (Отчаяние) / Dynasty (Династия)

10. Departure (Отъезд) / Disappearance (Исчезновение) / Duplication (Копия) / D… (Ди…)

### Издание в России
В России манга была лицензирована издательством «Фабрика комиксов» в 2006 году, став первой мангой, выпущенной новообразованным издательством. Манга выходит в неотзеркаленном виде (чтение справа налево) и с оригинальной (обратной) нумерацией страниц. На данный момент издание завершено, все 10 томов изданы.
| №  | Издание на японском | Издание на японском | Издание на русском    | Издание на русском     |
| №  | Дата публикации     | ISBN                | Дата публикации       | ISBN                   |
| -- | ------------------- | ------------------- | --------------------- | ---------------------- |
| 1  | февраль 1995        | ISBN 4-87287-077-8  | 17 апреля 2006 года   | ISBN 978-5-7525-1524-4 |
| 2  | сентябрь 1995       | ISBN 4-391-91549-9  | 25 мая 2006 года      | ISBN 978-5-7525-1557-2 |
| 3  | январь 1996         | ISBN 4-391-91575-8  | 30 марта 2007 года    | ISBN 978-5-7525-1665-8 |
| 4  | июнь 1996           | ISBN 4-87287-131-6  | 25 июня 2007 года     | ISBN 978-5-7525-1731-0 |
| 5  | январь 1997         | ISBN 4-391-91623-1  | 2 ноября 2007 года    | ISBN 978-5-7525-1732-7 |
| 6  | май 1997            | ISBN 4-391-91623-1  | 5 апреля 2008 года    | ISBN 978-5-7525-1733-4 |
| 7  | август 1997         | ISBN 4-87287-182-0  | 12 августа 2009 года  | ISBN 978-5-7525-1746-4 |
| 8  | декабрь 1997        | ISBN 4-87287-199-5  | 16 сентября 2009 года | ISBN 978-5-7525-1747-1 |
| 9  | апрель 1998         | ISBN 4-87287-225-8  | 16 декабря 2009 года  | ISBN 978-5-7525-1748-8 |
| 10 | август 1998         | ISBN 4-87287-225-8  | 5 марта 2010 года     | ISBN 978-5-7525-1749-5 |

Аниме лицензировано компанией Reanimedia и было выпущено как коллекционное издание — 4 серии на одном DVD.
Дополнительные материалы:
- глава оригинальной манги (48 страниц);
- набор открыток (4 шт);
- начальная и финальная заставки без титров.

## Персонажи
Граф Ди — эксцентричный хозяин зоомагазина в Чайна-тауне. Обожает сладкое, обладает характерной загадочной улыбкой, женственен и очень обаятелен. Граф не человек и не вампир, загадка его происхождения постепенно раскрывается по ходу манги. Сэйю:Тосихико Сэки
Леон Оркотт — 24-летний детектив из отдела тяжких преступлений, пытается раскрыть связь между магазином и загадочными убийствами. Молодой американец, материалист, вспыльчивый и грубоватый. Своеобразное альтер эго тонкого и загадочного графа. Ненавидит, когда Граф называет его " Оркотт-сан ". Сэйю:Масая Оносака
Кристофер Оркотт — младший брат Леона. Узнав, что мать умерла при его рождении, потерял способность говорить от шока и чувства вины, но мог мысленно общаться с обитателями магазинчика Ди. Позже Крис мирится с братом и к нему возвращается речь. Эмоционален и наивен.
Джил — напарница Леона. Всё время намекает Леону на их с Графом отношения. Сэйю:Сацуки Юкино

## Аниме
Аниме представляет собой адаптацию избранных глав манги. Фактически, каждая серия имеет схожую структуру событий. Покупатели магазина каждый раз покупают животное, которое способно принимать облик человека, сохраняя свою животную натуру. Обычно у этих покупателей есть личные нерешённые проблемы, решать которые они не хотят, вместо этого надеясь на чудо. Условия контракта просты и часто связаны только с кормлением  этих животных, но для выполнения этих условий покупателям необходимо изменить свой характер, что сделать они не могут, забывая обо всём, получив желаемое.
Каждая смерть покупателя сопровождается полицейским расследованием, но полиция лишь находит мёртвых владельцев и их животных, причём заключённый контракт снимает вину с владельца магазина.
Родители дочки-наркоманки, похотливый мужчина, опустившаяся кинозвезда, честолюбивый политик — этим людям посвящена одна из серий OVA, рассказывая трагические и даже шокирующие невероятные истории.